# Ай-Котунтур
Ай-Котунтур, (Ай-Котингтур, устар. Ай-Котун-Тур) — река в России, протекает по территории Сургутского района Ханты-Мансийского АО. Длина реки — 42 км.
Начинается в безымянном озере, окружённом болотами глубиной 0,8 метра, на высоте 78,1 метра над уровнем моря. Протекает через два безымянных озера, потом через озёра Поклынглор, Челипконглор, Типкотынглор и Вонлор, разделённые заболоченными перешейками, поросшими сосновым лесом. Далее течёт по заболоченной долине (глубина болот местами достигает 2 метров) в юго-западном направлении через урочище Сотланкиехим. Устье реки находится в 18 км по левому берегу реки Котингтур на высоте 60,7 метра.
На реке обнаружен археологический памятник — селище Ай-Котингтур. На левом берегу реки есть месторождение титано-циркониевых минералов.

## Данные водного реестра
По данным государственного водного реестра России относится к Верхнеобскому бассейновому округу, водохозяйственный участок реки — Обь от города Нефтеюганск до впадения реки Иртыш, речной подбассейн реки — Обь ниже Ваха до впадения Иртыша. Речной бассейн реки — (Верхняя) Обь до впадения Иртыша.
Код водного объекта — 13011100212115200045877.